# Tenentes do Diabo (Florianópolis)
A Sociedade Carnavalesca Tenentes do Diabo foi uma sociedade carnavalesca da cidade de Florianópolis, sendo tradicional no carnaval da cidade. Foi fundada no dia 5 de março de 1905.
Já foi mais de 50 vezes campeã do concurso de sociedades, obtendo a sequência de 9 campeonatos, entre 1970 e 1978. Durante os anos 1980, disputou com as sociedades Trevo de Ouro e Limoeiro, e depois com a Granadeiros da Ilha.

## História
Sua história se divide em 4 fases, cada uma iniciada nos seguintes anos: 1905, 1939, 1949 e 2006.
Em 1949, iniciou as atividades de carnaval sob a presidência de Orlando Scarpelli. Na época, sua sede estava localizada na rua Felipe Schmidt. Sua primeira alegoria foi sob um chassi de carroça, numa homenagem a Granadeiros da Ilha.
Entre 1993 e 2005, as atividades ficaram paralisadas pela falta de recursos. Em 2006, com apoio do poder público, retornou para o Carnaval, após um período de 12 anos afastada, sob a presidência de Rodrigo Henrique Leifer Nunes, permanecendo até 2012, onde após problemas relativos à liberação da subvenção municipal, apresentou o Egito como tema de seu carnaval. Após isso, as sociedades só retornaram em 2016, último ano do concurso.
Em outubro de 2021 anunciou o fim das atividades, sendo a última das grandes sociedades a parar.

## Carnavais
| Ano  | Colocação | Grupo                    | Enredo                          | Carnavalesco |
| ---- | --------- | ------------------------ | ------------------------------- | ------------ |
| 2012 |           | Sociedades Carnavalescas | A fantástica viagem do brasinha |              |